# (74031) 1998 HM22
(74031) 1998 HM22 – planetoida z pasa głównego asteroid okrążająca Słońce w ciągu 3,58 lat w średniej odległości 2,34 j.a. Odkryta 20 kwietnia 1998 roku.